# فايكنج

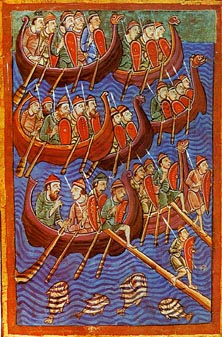
رسم للفايكينغ.

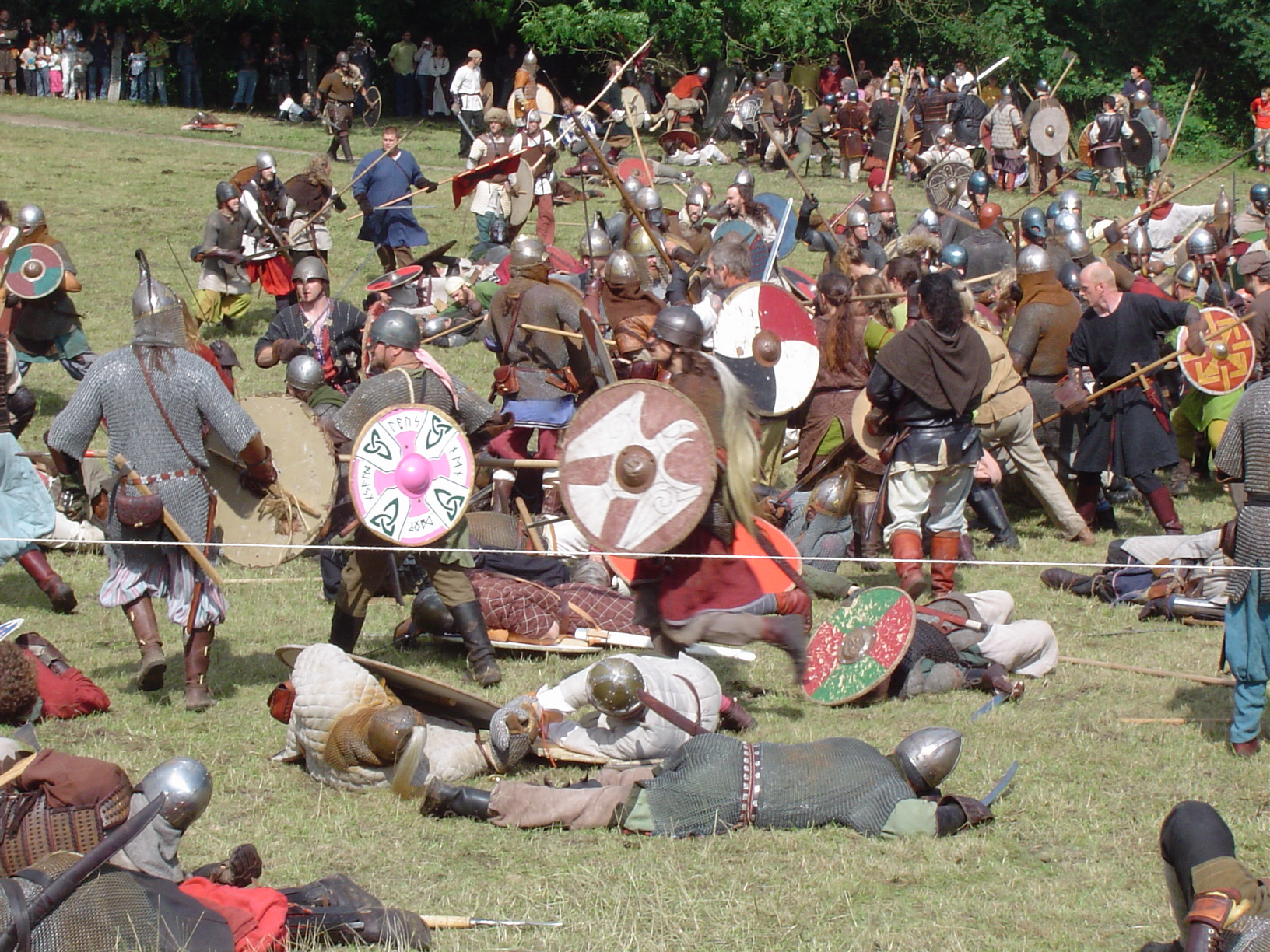
إعادة تمثيل لمعركة للفايكنغ.

الفايكنغ أو الوِيكنجار (بالنوردية القديمة: víkingr) مصطلح يطلق على شعوب جرمانية نوردية وغالباً على ملاحي السفن وتجار ومحاربي المناطق الإسكندنافية الذين هاجموا السواحل البريطانية و‌الفرنسية وأجزاء أخرى من أوروبا في أواخر القرن الثامن إلى القرن الحادي عشر (793-1066)، وتسمى بحقبة الفايكنغ، كما يستعمل على نحو أقل للإشارة إلى سكان المناطق الإسكندنافية عموماً. تشمل الدول الإسكندنافية كلاً من السويد والدنمارك والنرويج وآيسلندا.
على الرغم مِنْ سمعة الفايكنغ السّيئة وطبيعتهم الوثنيّة الوحشية، تحول الفايكنغ خلال قرن أَو إثنين من الزمان إلى المسيحية واستقرّوا في الأراضي التي هاجموها مسبقاً، وفي نفس الوقت بنى الفايكنغ مستوطنات جديدة في آيسلندا، و‌جرينلاند، وأمريكا الشمالية، والأطلسي الشمالي، إضافة إلى تَأسيسِ ممالك في شبه الجزيرة الإسكندنافية على طول الحدود مع الممالكِ الأوروبيةِ في الجنوبِ. ونتيجة لاندماجهم في أراضيهم الجديدةِ أصبح منهم المزارعون والتُجّار إضافة إلى الحُكَّامِ والمحاربين.
اشتهر الفايكنغ ببراعة ملاحتهم وسفنهم الطويلة، واستطاعوا في بضع مئات من السنين السيطرة و‌استعمار سواحل أوروبا، وأنهارها، وجزرها، حيث أحرقوا وقتلوا ونهبوا مستحقين بذلك اسمهم الفايكنغ الذي يعني القرصان في اللغات الإسكندنافية القديمة.
يعتبر انتهاء الفايكنغ مع انتهاء معركة جسر ستامفورد عام 1066.

## أصول المصطلح فايكنج
لا تزال أصول مصطلح «فايكنغ» مجهولة حتى اليوم. حمل الاسم في العصور الوسطى معنى قرصانٍ أو غازٍ اسكندنافي. اعتبر الأنجلوساكسونيون الكلمة وايسينغ wicing مرادفًا لكلمة قرصان، وتُرجمت كلمة وايسينغ في الكثير من المصادر الإنجليزية القديمة إلى كلمة بيراتا اللاتينية. لم تدل الكلمة على جنسية معينة، بل استُخدمت لهذا الغرض مصطلحات أخرى كـنورذمن (شماليون) وديني (دنماركيون). أشار القس آسر، مؤلف سيرة حياة ألفريد، إلى الدنماركيين باسم باغاني (وثنيون)، وعلى الأرجح أن هذه التسمية تُرجمت في أغلب الأحيان إلى «فايكنغ» في الإنجليزية الحديثة، وهو ما يعتبره البعض خطًا في الترجمة. تعود أولى الإشارات إلى الوايسينغ في المصادر الإنجليزية إلى معجم ألفاظ إبينال إرفورت، والذي يرجع تاريخه إلى نحو العام 700، حيث ذُكر فيه أول هجوم موثق للغزاة الفايكنغ على ليندسفارن في إنجلترا عام 793. لا يزال أصل المصطلح وايسينغ موضع جدل، فيعتقد البعض أنه كلمة دخيلة من اللغة النوردية القديمة.
يظهر المصطلح فايكنغ بصورة اسمٍ شخصي على بعض الشواهد القائمة الرونية السويدية. نُصب قبر توكي فايكنغ (إس إم 10) تخليدًا لذكرى رجل محلي يدعى توكي، اكتسب لقب توكي فايكنغ (توكي الفايكنغ)، بسبب نشاطاته كأحد رجال الفايكنغ على الأرجح. كُتبت عبارة على شاهد غوردستونغا (دي آر 330) هي (ذاع صيت هؤلاء الرجال البواسل في غارات الفايكنغ)، ما يدل على أن الشاهد كُرّس لتخليد ذكرى هؤلاء الفايكنغ. يحتوي الشاهد القائم الروني المعروف باسم فيسترا سترو 1 نقشًا يخلّد ذكرى بيورن، وهو الذي قُتل في إحدى «غارات الفايكنغ». يوجد في السويد ناحية تحمل اسم فيكينغستاد من العصور الوسطى. شُيّد شاهد برو (يو 617) تخليدًا لذكرى أسور الذي قيل إنه حمى الأرض من الفايكنغ. لا توجد أدلة حاسمة تثبت أن المصطلح حمل مفهومًا سلبيًا قبل نهاية عصر الفايكنغ.
تقترح نظريات أخرى أن أصل مصطلح فايكنغ يعود إلى كلمتي وايسينغ في الإنجليزية القديمة ووايزينغ في الفريزية القديمة، وهما أقدم من مصطلح فايكنغ بنحو 300 سنة، ومشتقتان من الجذر ويك wic القريب من الكلمة اللاتينية فيكوس vicus، والتي تعني «قرية أو مسكن». تقول نظرية أخرى، أقل رواجًا، أن مصطلح فايكنغ يعود إلى الكلمة المؤنثة فيك vik، والتي تعني «جدولًا أو مدخلًا بحريًا أو خليجًا صغيرًا». برزت نظريات متنوعة تدعي أن أصل كلمة فايكنغ مشتق من منطقة فيكن النرويجية التاريخية، وأن الاسم فايكنغ يعني «شخص من فيكن».
تواجه النظرية الأخيرة عدة مشكلات كبيرة. لا يُطلق على سكان فيكن، في المخطوطات الشمالية القديمة، اسم «فايكنغ»، بل يُشار إليهم باسم فيكفيرر (أي قاطنو فيك). فوق ذلك، لا تفسّر هذه النظرية سوى اللفظ المذكر (فيكنغر)، لا المؤنث (فيكينغ)، وتلك مشكلة كبيرة لأن المذكر مشتق من المؤنث وليس العكس.
برز اشتقاق آخر واكتسب دعمًا في أوائل القرن العشرين، جاء فيه أن فايكنغ مشتقة من الجذر فيكا في اللغة النوردية القديمة، وهو لفظ مؤنث يعني «الميل البحري»، والذي يعني أساسًا «المسافة بين مقعدي اثنين من المجدفين»، وهو مشتق من الجذر فيك weik أو wîk، ومشابه للفعل wîkan في الجرمانية البدائية، والذي يعني «الانحسار أو التراجع». يتشابه هذا الجذر مع الفعل wikan «ينقلب أو يلوي» في اللغة الشمالية البدائية، والمشابه للفعل víkja في اللغة الآيسلندية البدائية بمعنى «يتحرك أو ينقلب»، وله استخدامات ملاحية موثقة. من الناحية اللغوية، تعد هذه النظرية موثقة بصورة أفضل، وعلى الأرجح أن المصطلح يسبق استخدامه من طرف بحارة الشعوب الجرمانية في أوروبا الشمالية الغربية، والسبب هو أن اللفظ ويتزينغ أو وايزينغ في اللغة الفريزية القديمة يظهر أن الكلمة تُلفظ باستخدام حرف k نطعي، ومن المؤكد أن هذه الكلمة وُجدت لدى الشعوب الجرمانية الشمالية الغربية قبل حدوث هذا التحنيك اللفظي، والذي حدث على الأرجح في القرن الخامس أو ما قبل (في الفرع الغربي من اللغة الجرمانية).

## النورمان شعوب الشمال
مقال رئيسي: عصر الفايكنغ
قليلة هي السجلات المكتوبة للفايكنغ أو النورثمن قبل اعتناقهم المسيحية؛ ونتيجة لذلك فإن المعلومات المتوفرة تعود إلى سجلات أوجدت مِن قِبل أولئك الذين كَانوا أعداءً للفايكنغ أو ضحايا لهم، وإلى الدلائل الأثرية والطبيعية، والنصوص الأدبية المتأخرة للفايكنغ التي مجدت ماضيهم البطوليِ بشكل كبير شأنها شأن النصوص الأدبية لغيرهم من الأمم.
اعتمد النسيج الاجتماعي لشعوب ما قبل الفايكنغ على صلاتِ العائلات الممتدة والروابطِ الناشئة عن طريق الزواجِ، وكانت النزاعات الدموية والزيجات الدبلوماسية جزءاً من حياةِ الطبقة الراقيةِ. وعلى الرغم من لَعب العبودية لدور هام في الاقتصادِ، كما هو الحال في المجتمعات المحلية للملكيات العظيمة، فقد قام الهيكل الاجتماعي الأساسي على المزارعين الأحرارِ الصغار الذين دانوا بالولاءَ وبالتالي دفعوا الضرائب إلى رأس العائلةِ أو زعيم القبيلة أَو إلى الزعيم المحلي أَو النبيلِ، ونتج عن ذلك اختلاف هؤلاء الرؤساءِ النبلاء عن أتباعِهم في الثروةِ والقوَّةِ، لكن الاختلاف كَانَ نتيجة للدرجةِ وليس للحدودِ الاجتماعيةِ الصارمةِ أَو الإرث الطبقي للنبلاءِ. عندما أصبحَ زعماء الفايكنغ المحليون قادة، أصبحَ أتباعهم المزارعون بحّارتهم، وعلى الأرضِ جنودهم. بسبب المناخِ القاسيِ والعديد مِنَ المشاريعِ التي أَخذت رجال الفايكنغ مِنْ بيوتهم لفتراتِ طويلة، تَمتّعت بعض النساء الحرائر بقاعدة من المسؤولية والسلطة على العائلة والشؤون الاقتصادية لم يشهد مثلها للنساء في مكان آخر من أوروبا الغربية.
في المناخِ القاسي لإسكندنافيا، عاشَ السكان المتفرّقون بشكل كبير على الزراعة، صيد السمك، والتجارة البحرية في الغالب. شَابهتْ منظمة الفايكنغ السياسيةِ تلك الموجودة لدى الألمانِ الأوائِلِ مجتمع الرؤساءِ المحاربِين والأتباعِ الموالين. على أية حال، لم يسبق للعالم الإسكندنافي أن وقع تحت التأثيرِ الرومانيِ أَو المسيحيِ، وسكانه كانوا قلة ومُتفَرقين، وكنتيجة لذلك لَمْ تتحول هذه المجموعاتِ إلى الممالكِ حتى الوقتِ الذي بَدأَ فيه الفايكنغ بالمُخَاطَرَة في هجماتِهم في غضون سنة 800. لعِدّة أجيال، بَعْدَ أَنْ بَدأت الهجماتَ، كانت فِرق الدانماركيين أَو الفايكينج أَو النورمان، كما عُرِفوا في أوروبا الغربية، تعمل في الغالب كفرق منفصلة وعلى نطاق ضيق، في اختلاف كبير عن الحملات الملكيةِ أَو غزوات الفاتحين الكبيرةِ.
كان دين الفايكنغ قَبْل المسيحية مشابهاً لدين القبائلِ الألمانيةِ الأخرى، حيث قدسوا عدداً مِنْ الآلهةِ، مثل أودين إله الحربِ، وزعيمِ الآلهةِ النرويجيةِ ثور إله الرعدِ، وبالدر (بالنوردية: Baldr) إله الضوءِ. اعتقدَ محاربو الفايكنغ بأنهم إذا ماتوا بشكل بطولي فإنهم سيدعون للسكن مع أودين في فالهالا، قصره في عالمِ الآلهةِ. تُعارضُ الآلهةُ النرويجيةُ مجموعة كبيرة من العمالقةِ الأشرار، تحت قيادة لوكي. اعتقدَ الفايكينغ بأنَّ الآلهة والرجال سيحطمون في النهاية في الراكناروك معركة هائلة ضدّ العمالقةِ، ومع ذلك سيكون هناك عالم سلمي جديد يَظْهرُ من قعر الكارثةِ.

خريطة توضح منطقة نزاعات متكررة في دول الإسكندنافية (أحمر غامق) للقرن الثامن (أحمر) والقرن التاسع (برتقالي) والقرن العاشر (أصفر) والحادي عشر (أخضر)، وتعرضت تلك المناطق لغارات متكررة من الفايكنغ زامن انعدام الاستقرار في إسكندنافيا

.

## ميثولوجيا الفايكنج
كان أهم القصص الميثولوجية لدى الفايكنج هي المتعلقة بوحش بحر الشمال الذي كانوا يعتقدون في كون أودين أرسله كى ينذر البشر من المعاصي. فقد صورته لوحاتهم يهاجم الفايكنغ ليلاً في بحر الشمال؛ لذا فقد نحتوا وجهه على مقدمة سفنهم معتقدين بأنهم هكذا يتقون شروره كما صورت لوحاتهم ضرورة التضحية بعذراء عند صخور بحيرة لوخ نس باسكتلندا من أجل إرضاء الوحش.

## اقتصاد الفايكنغ
كان الاقتصاد الأساسي لإسكندنافيا اقتصاداً زراعياً، كان الفصلُ الزراعي القصيرُ كافياً لتَلْبِية الحاجة من الحبوبِ، وعلف الماشيةِ والمخزون. ولأن الناسَ في هذا العالمِ عاشوا في الغالب على طول السواحلِ، لَعبَ صيدُ السمك وتجارة البحرِ دوراً مهماً في حياتِهم، حتى قبل هجماتِ الفايكنغ اهتمت أسواق أوروبا إلى الجنوبِ بالسلعِ الخامِ القادمة من بحر الشمال والبلطيق، كالفراء والخشب والكهرمان والعبيد (الذين كانوا يجلبون غالباً مِنْ المناطقِ السلافيةِ).

## غزوات الفايكنغ

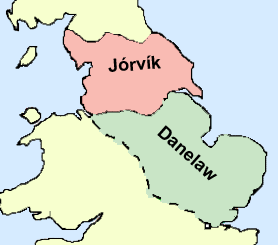
أسس الفايكنج مملكة يورفيك بعد غزوهم شمال إنجلترا وعاصمتها ظلت ذات أهمية وتسمى اليوم يورك. كما خضع الشرق الإنجليزي إلى غزوات استوطنت بموجبها قبائل الأنجل فيها واستقرت.

بَدأ الفايكنغُ بمُهَاجَمَة جيرانِهم الجنوبيِين بجدية حوالي عام 800م. واتخذت هذه الغزوات أشكالاً عديدة وامتدَّت في عدة اتّجاهات، في الجُزُرِ البريطانيةِ والأجزاءِ الفرنسيةِ للإمبراطوريةِ الكارولنجية، وفي الأندلس، وتَغيّرت الهجماتُ تدريجياً مِنَ «الكر والفر» إلى غزوات أكبر وأكثر طموحاً أسست فيها فِرقُ البحّارِة المهاجمين قواعدًا قضوا فيها فصل الشتاء. وفي أواسط القرن التاسع، نَمت الجيوش في الحجمِ واستعمر الفايكنغ أراضي ظَهروا فيها أولاً كلصوص ومهاجمين. ثم اعتنقوا المسيحيةِ تدريجياً وجَلبوا عائلاتهم من وطنهم الأم أو تَزاوجوا مَع السكان المحليّينِ. ففي مناطق مثل شمال إنجلترا، ونورماندي بالساحل الشمالي لفرنسا، أدى الاختلاط بالسكان والثقافاتِ الذي نتج عن هذه المستوطناتِ إلى مزيج جديد مِن المجموعات العرقيةِ، واللغات، والمؤسسات. وبسبب اهتمامِهم بالتجارةِ، شجع الفايكنغ النمو الحضاري، وأسسوا العديد مِنْ المُدنِ والبلدات، مثل يورك في إنجلترا، ودبلن في أيرلندا، والتي ظَهرت كمراكز تجارية بارزة.
لَمْ تُذْكَرُ الدوافع لهجماتِ الفايكنغ في أيّ نَصّ واضح أَو موثوق. فقد عرف تجار ومسافرون بوجود ثروات الجنوبِ لزمن طويل، وكَانَ مصدراً يسيل له اللعاب. النمو السكانِي المتزايد في القرنين الثامنِ والتاسعِ فرض ضغوطاً متزايدة على إسكندنافيا المحدودة الموارد من أجل مصادر جديدة للغذاءِ والأرض، ومن المحتمل أن الحروب الوحشية التي خاضها قارلة ضدّ الساكسونيين في ألمانيا في القرن الثامنِ لَرُبَما حذّر النورمان من عدو قوي إلى الجنوبِ.
قَدْ يكون محفز الهجمات التغيراتُ السياسية في إسكندنافيا؛ فظهور الحكومات الملكيةِ الأكثرِ مركزيةً والمؤسسات السياسية رُبَما كان قد دَفع العديد مِن الزعماءِ الأقلِ نفوذاً ورؤساء القبائل، الذين تَعوّدوا لمدة طويلة عَلى الاستقلال والاعتماد على الذات، للبَحْث عن آفاق جديدة، ولهذا ذهب العديد مِنْ زعماءِ الحرب إلى البحار، وعندما عادوا كَانوا قادرين على أَخْذ رجالِهم وعائلاتهم مَعهم.

## الفايكنغ في إنجلترا
ضرب الغزاة الفايكنج إنجلترا في عام 793م، حسب السجلات الأنجلوسكسونية، واقتحموا ليندسفارن وداهموا الدير الذي يحوي رفات القديس كوثبرت (Saint Cuthbert). قتل الغزاة الرهبان واستولوا على المقتنيات الثمينة. تمثل هذه الهجمة بداية «عصر غزو الفايكنغ»، الذي أصبح ممكنًا بفضل السفن الطويلة التي استخدمها الفايكنغ. كانت هناك أعمال عنف ولكن بشكل متقطع في العقد الأخير من القرن الـ 8 على شواطئ إنجلترا الشمالية والغربية؛ استمرت غارات الفايكنج على نطاق صغير في المدن الساحلية لإنجلترا. وبينما كانت مجموعات الإغارة الأولية صغيرة، يُعتقد أنها احتوت على عدد كبير من الخطط. وقد أغار النرويجيون خلال فصل الشتاء بين عامي 840 م و841 م، بدلاً من إغارتهم في فصل الصيف كما اعتادوا، بعد انتظارهم على جزيرة قبالة أيرلندا. وفي عام 850 م قضى الفايكنغ فصل الشتاء لأول مرة في إنجلترا، على جزيرة ثانيت بمقاطعة كنت. وفي عام 854 م قضى الطرف المغير فصل الشتاء للمرة الثانية، على جزيرة شيبي في مصب نهر التايمز. وفي عام 864 م عادوا إلى جزيرة ثانيت لكي يخيّموا بها في فصل الشتاء.

الأبرشيات الأنجلوسكسونية قبل عام 925. تعطلت الحياة الأبرشية العادية إلى حد كبير في إنجلترا خلال عصر الفايكنغ.

في العام التالي، وصل الجيش الوثني العظيم بقيادة الإخوة إيفار المشلول وهالفدان وأوب راجنارسون، وأيضًا بقيادة ملك آخر من ملوك الفايكنج وهو جثر إلى إيست أنجليا. وشرعوا في عبور إنجلترا إلى نورثمبريا واستولوا على يورك، مؤسسين مجتمع الفايكنج في يورك الإسكندنافية، حيث استقر البعض مثل المزارعين والحرفيين. ولم تتمكن معظم الممالك الإنجليزية، التي كانت في حالة فوضى، من مقاومة هجمات الفايكنغ. في عام 867 م، أصبحت نورثمبريا المملكة الشمالية للمنطقة التي ساد فيها قانون الدانيون، بعد أن احتلها الإخوة هالفدان ابن راغنار وإيفار الكسيح، الذي نصّب رجلاً إنجليزيًا وهو الملك إيكبرت، ليكون مجرد دمية. في عام 870م وصل "جيش الصيف العظيم" إلى إنجلترا" بقيادة أحد قادة الفايكنغ يُدعى باجسيك ومعه خمسة إيرل. بمساعدة الجيش الوثني العظيم (الذي غزا بالفعل الكثير من إنجلترا من قاعدته في يورك الإسكندنافية) وقوات باجسيك وقوات هالفدان (من خلال تحالفهم معًا)، هاجمت قوات الفايكنغ المتحدة الكثير من أراضي إنجلترا حتى عام 871 م، عندما خططوا لغزو مملكة وسكس. في 8 يناير عام 871 م، قُتل باجسيك في معركة آشداون مع الإيرل. ونتيجة لذلك، عاد كثير من الفايكنغ إلى شمال إنجلترا، حيث أصبحت يورك الإسكندنافية مركزًا لمملكة الفايكنغ. ولكن ألفريد العظيم تمكن من إبعادهم عن بلاده. واصل ألفريد وخلفاؤه صد هجمات الفايكنج على الحدود وتمكنوا من أخذ يورك.
ظهرت موجة جديدة من هجمات الفايكنغ النرويجية في إنجلترا عام 947م عندما استولى إريك بلوداكس على يورك. واستمر وجود الفايكنغ طوال عهد الملك الدانماركي كانوت العظيم (1016م– 1035م)، وبعد ذلك أضعفت سلسلة من المنازعات على الميراث من قوة أحفاده. في عام 1112م، كان الفايكنغ مشاركين في الحرب في إنجلترا كجيش ثينجمين، الذي كان بمثابة حاشية ملك إنجلترا. وعرض عليهم دفع ضريبة الدانيون، التي استمرت من عام 1012م حتى عام 1066م وأوقفت غارات الفايكنغ لما يقرب من عشرين عامًا. تضائل وجود الفايكنج حتى عام 1066م، عندما خسر النرويجيون الغزاة معركتهم الأخيرة مع الإنجليز في معركة جسر ستامفورد. وبعد تسعة عشر يومًا حدث غزو النورمان لإنجلترا، والنورمان أنفسهم ينحدرون من النرويجيين، حيث قاموا بهزيمة الجيش الإنجليزي وإضعافه في موقعة هاستنجز .